# محمد بهادری
محمد بهادری از سیاستمداران ایرانی بود، که در دوره‌  چهاردهم بعنوان نماینده اهر در مجلس شورای ملی حضور داشت.